# Camilla Brejner Schwalbe
Camilla Brejner Schwalbe (født 25. april 1986 i Tårnby) er tidligere dansk politiker og nuværende debattør og kommunikationsrådgiver. Hun er direktør og stifter af SIVIL, Danmarks første socialøkonomiske kommunikationsbureau.

## Uddannelse
Schwalbe blev i 2005 student fra Tårnby Gymnasium & HF. Hun er uddannet som socialrådgiver ved Professionshøjskolen Metropol (2014) og indskrevet på kandidatuddannelsen cand.soc.jur ved Københavns Universitet.

## Politisk karriere
Camilla Brejner Schwalbe sad kommunalbestyrelsen i Tårnby Kommune for Socialdemokratiet i seks år (2010-2016). I den periode var hun bl.a. formand for sundheds- og omsorgsudvalget, medlem af økonomiudvalget, bygge- og ejendomsudvalget, børne- og skoleudvalget samt kultur- og fritidsudvalget. Derudover sad hun i en række bestyrelser, nævn, foreninger og råd qua hendes politiske mandat. Hun blev indvalgt i 2009 med næstflest stemmer i kommunen – og blev dermed kun overgået af den daværende borgmester, Henrik Zimino.
Schwalbe var formand for Danmarks Socialdemokratiske Ungdom (DSU) 2012-2014. Hun var dermed den anden kvindelige formand i ungdomsorganisationens historie. Schwalbe efterfulgte Peter Hummelgaard Thomsen, og hun blandede sig i bl.a. i den politiske debat med ønsket om en strammere regulering af finanssektoren efter finanskrisen, en genopretning af dagpengesystemet, et forbud mod sexkøb, undgåelse af salget af DONG til en kapitalfond, tilbagerulning af nedskæringer på uddannelsesområdet og ikke mindst i kampen for at værne om den danske model i lyset af den faglige konflikt på restaurant Vejlegården Schwalbe blev som DSU-formand stævnet for injurier af Det Faglige Hus, da hun offentligt og gentagende kaldte den for en ”fupforretning”. Der blev sidenhen indgået forlig i sagen.

## Erhverv
I 2010 og 2011 var Schwalbe ansat hos Socialdemokratiet som kampagnekoordinator for Helle Thorning-Schmidts valgkampagne, da Thorning-Schmidt blev valgt som statsminister. Efterfølgende var hun kortvarigt ansat i fagforeningen, Dansk Socialrådgiverforening, indtil hun blev valgt som DSU-formand.
Camilla Brejner Schwalbe har sidenhen været ansat som konsulent i fagforbundet 3F 2014-2016, hvor hun arbejdede med politikudvikling, kommunikation og kampagne.
I 2016 stiftede Schwalbe SIVIL, Danmarks første socialøkonomiske kommunikationsbureau, hvor hun er direktør. Bureauet arbejder primært med politisk interessevaretagelse, positionering og kampagner. Schwalbe udviklede ideen til Civilsamfundets Fællesdag, der blev afholdt første gang i 2018 sammen med Altinget.dk.
Sideløbende har hun været ekstern konsulent for LivaRehab (2017-2019) i forbindelse med et større metodeudviklingsprojekt, der er støttet af VELUX FONDEN, hvor hun har undervist i socialfaglige metoder på landets bo-og opholdssteder.
I 2018 blev Schwalbe udpeget af Cecilia Lonning-Skovgaard, beskæftigelsesborgmesteren i Københavns Kommune, til at være en del af Københavns Kommunes Erhvervs Task Force. Formålet er at udvikle konkrete løsninger, der får flere Københavnske virksomheder til at tage et socialt ansvar for mennesker på kanten af arbejdsmarkedet.
Schwalbe sidder desuden i en række bestyrelser og råd.

## Debattør
Igennem hele sin karriere har Schwalbe været en aktiv samfundsdebattør. I 2011 deltog hun i DM i debat. 2012-2018 var hun blogger for Jyllands-Posten og siden 2017 har hun skrevet klummen ”Medborgerland” for Altinget. Hun har været en fast del af panelet på TV2's nyhedsprogram News & Co. siden 2018.